# Charles Edouard Guillaume
Charles Edouard Guillaume (15. února 1861 Fleurier – 13. května 1938 Sèvres) byl francouzsko-švýcarský fyzik, nositel Nobelovy ceny za fyziku (1920), kterou obdržel za objev anomálií v niklové oceli (invar), což přispělo k rozvoji přesných měření. Vynalezl slitiny invar a elinvar. Ve 22 letech nastoupil do BIPM.

## Dílo
- Guillaume, Charles-Edouard, "La Température de L'Espace Archivováno 16. 7. 2012 na Wayback Machine.„, La Nature, volume 24, 1896.
- Guillaume, Charles-Edouard, “Études thermométriques„. 1886.
- Guillaume, Charles-Edouard, “Traité de thermométrie„. 1889.
- Guillaume, Charles-Edouard, “Unités et Étalons„. 1894.
- Guillaume, Charles-Edouard, “Les rayons X„. 1896.
- Guillaume, Charles-Edouard, “Recherches sur le nickel et ses alliages„. 1898.
- Guillaume, Charles-Edouard, “La vie de la matière„. 1899.
- Guillaume, Charles-Edouard, “La Convention du Mètre et le Bureau international des Poids et Mesures„. 1902.
- Guillaume, Charles-Edouard, “Les applications des aciers au nickel„. 1904.
- Guillaume, Charles-Edouard, “Des états de la matière„. 1907.
- Guillaume, Charles-Edouard, “Les récents progrès du système métrique„. 1907, 1913.
- Guillaume, Charles-Edouard, “Initiation à la Mécanique".